# Movimento curvilíneo
Um movimento curvilíneo consiste na trajetória que descreve uma linha curva. A trajetória dos movimentos curvilíneos pode ser: circular, por exemplo um ponto de um CD descreve uma circunferência; parabólica, por exemplo a bala disparada por um canhão descreve uma trajetória parabólica; elíptica, por exemplo os planetas do Sistema Solar descrevem elipses em volta do Sol.
Numa trajetória curvilínea, o vetor velocidade possui direção tangente à trajetória em cada ponto e o sentido é o do movimento.

## Movimento circular
No caso em que o raio de curvatura {\displaystyle R} é constante e o centro de curvatura permanece fixo, a trajetória é uma circunferência e o movimento é circular, como no caso ilustrado na figura abaixo. Para determinar a posição em cada instante, bastará um único grau de liberdade, que poderá ser a distância percorrida {\displaystyle s} ou o ângulo {\displaystyle \theta }.

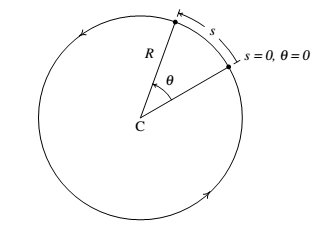
Duas posições numa trajetória de um movimento circular.

A relação entre o ângulo e a distância percorrida desde o ponto em que o ângulo é 0, é
{\displaystyle s=R\,\theta }
Sendo {\displaystyle R} constante, derivando os dois lados da equação anterior obtém-se,
{\displaystyle v=R\,\omega }
Em que {\displaystyle \omega } representa o valor da velocidade angular, {\displaystyle {\dot {\theta }}}.
A equação acima é a mesma equação da velocidade angular, mas aqui está a ser aplicada no caso particular em que {\displaystyle R} é constante.
A equação anterior é geral, independentemente de que {\displaystyle v} e {\displaystyle \omega } sejam constante ou não. Caso os valores das velocidades angular e linear sejam constantes, o movimento será circular uniforme.
Derivando os dois lados da equação anterior em ordem ao tempo obtém-se:
{\displaystyle a_{\mathrm {t} }=R\,\alpha }
Onde {\displaystyle \alpha ={\dot {\omega }}} é o valor da aceleração angular. A aceleração centrípeta também pode ser escrita também em função do valor da velocidade angular:
{\displaystyle a_{\mathrm {n} }={\dfrac {v^{2}}{R}}=R\,\omega ^{2}}
No caso particular do movimento circular uniforme, a aceleração angular é nula e a velocidade angular tem valor constante,
{\displaystyle \omega ={\dfrac {\Delta \,\theta }{\Delta \,t}}}
Nesse caso, define-se o período {\displaystyle T}, igual o tempo que demora o ponto em dar uma volta completa ({\displaystyle \Delta \,\theta =2\pi } radianos),
{\displaystyle T={\dfrac {2\,\pi }{\omega }}}
A frequência de rotação, {\displaystyle f}, igual ao inverso do período, é o número de voltas que o ponto dá por unidade de tempo.
A relação entre o ângulo de rotação {\displaystyle \theta } e os valores da velocidade angular {\displaystyle \omega } e da aceleração angular {\displaystyle \alpha }, é análoga à relação entre a distância percorrida {\displaystyle s}, o valor da velocidade {\displaystyle v} e a aceleração segundo a trajetória {\displaystyle a_{\mathrm {t} }}
{\displaystyle \omega ={\dot {\theta }}\quad \alpha ={\dot {\omega }}\quad \alpha =\omega \,{\dfrac {\mathrm {d} \,\omega }{\mathrm {d} \,\theta }}}
Essas são as equações cinemáticas para o movimento de rotação.

## Cinemática dos corpos rígidos

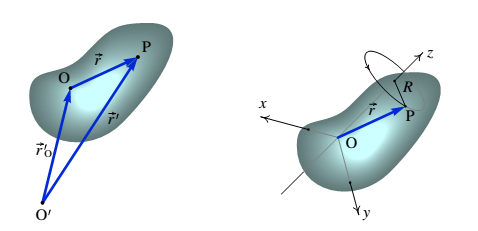
Corpo rígido em movimento e referencial O'x'y'z' que se desloca com ele.

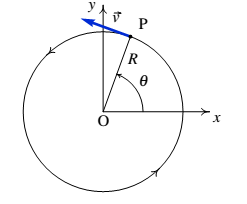
Trajetória no referencial do corpo rígido

A figura ao lado mostra um corpo rígido em movimento. O ponto O' é a origem de um referencial externo fixo e o ponto O é um ponto do corpo, usado como origem de um referencial {\displaystyle O'x'y'z} que se desloca com o corpo. 
Um ponto P do corpo rígido tem vetor posição {\displaystyle {\vec {r}}\;'}, no referencial fixo, e {\displaystyle {\vec {r}}} no referencial que se desloca com o corpo rígido. A relação entre esses dois vetores é a seguinte
{\displaystyle {\vec {r}}\;'={\vec {r}}+{\vec {r}}\;'_{\mathrm {O} }}
No referencial {\displaystyle O'x'y'z}, em que o ponto O está estático, qualquer possível movimento do corpo rígido deixará sempre estáticos os pontos numa reta que passa por O. Seria impossível conseguir que todos os pontos, excepto O, mudassem de posição. A reta que passa por O e que permanece estática é o eixo de rotação do sólido, e na figura acima foi escolhido como eixo dos {\displaystyle z}. 
Em diferentes instantes o eixo de rotação pode ser diferente, mas admite-se que os eixos {\displaystyle x}, {\displaystyle y} e {\displaystyle z} permanecem sempre nas mesmas direções.
Como o referencial {\displaystyle O'x'y'z'} tem apenas movimento de translação e as direções dos 3 eixos permanecem constantes, a velocidade e a aceleração do ponto P, em relação ao referencial fixo, são iguais à velocidade e aceleração em relação ao referencial do corpo rígido, mais a velocidade e aceleração do ponto O, relativas ao referencial fixo
{\displaystyle {\vec {v}}\;'={\vec {v}}+{\vec {v}}\;'_{\mathrm {O} }\qquad \qquad {\vec {a}}\;'={\vec {a}}+{\vec {a}}\;'_{\mathrm {O} }}
O módulo do vetor {\displaystyle {\vec {r}}} e o ângulo que esse vetor faz com eixo dos {\displaystyle z} permanecem constantes (figura acima). 
O ponto P descreve um movimento circular, num plano paralelo ao {\displaystyle xy}, com centro no eixo dos {\displaystyle z} e com raio {\displaystyle R}, como mostra a (figura ao lado). 
A velocidade {\displaystyle {\vec {v}}} e a aceleração {\displaystyle {\vec {a}}}, relativas ao referencial que se desloca com o corpo rígido, são a velocidade e a aceleração do movimento circular do ponto P. De acordo com os resultados da seção anterior, o valor da velocidade {\displaystyle v} é,
{\displaystyle v=R\,\omega }
e as componentes normal e tangencial da aceleração {\displaystyle {\vec {a}}} são,
{\displaystyle a_{\mathrm {n} }=R\,\omega ^{2}\qquad \qquad a_{\mathrm {t} }=R\,\alpha }

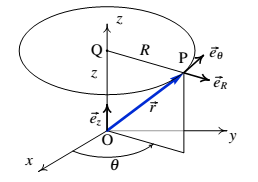
Coordenadas cilíndricas

Para poder escrever a velocidade e aceleração em forma vetorial, é conveniente introduzir coordenadas cilíndricas. 
A figura ao lado mostra as três coordenadas cilíndricas ({\displaystyle R}, {\displaystyle \theta }, {\displaystyle z}) do Ponto P. 
O plano que passa por P, paralelo ao plano {\displaystyle xy}, corta o eixo dos {\displaystyle z} num ponto Q; {\displaystyle z} é a distância desde esse ponto até à origem O e {\displaystyle R} é a distância desde o ponto P até o ponto Q. 
O ângulo {\displaystyle \theta } é o ângulo que a projeção do segmento PQ, no plano {\displaystyle xy}, faz com o semi eixo positivo dos {\displaystyle x}.
Os três versores perpendiculares associados às coordenadas cilíndricas são os versores {\displaystyle {\vec {e}}_{R}}, {\displaystyle {\vec {e}}_{\theta }} e {\displaystyle {\vec {e}}_{z}}. 
O versor {\displaystyle {\vec {e}}_{z}} é fixo; os outros dois versores apontam em diferentes direções nos diferentes pontos do espaço, mas estão sempre num plano paralelo ao plano {\displaystyle xy}. {\displaystyle s} ou o ângulo {\displaystyle \theta }.
O {\displaystyle {\vec {e}}_{R}} tem a direção do segmento PQ, no sentido que se afasta do eixo dos {\displaystyle z}. 
O versor {\displaystyle {\vec {e}}_{\theta }} tem direção tangente à circunferência com centro em Q e que passa pelo ponto P, no sentido em que {\displaystyle \theta } aumenta.
A direção da velocidade {\displaystyle {\vec {v}}} é a mesma do versor {\displaystyle {\vec {e}}_{\theta }}.{\displaystyle s} ou o ângulo {\displaystyle \theta }.
Como o valor da velocidade angular {\displaystyle \omega } é a derivada do ângulo {\displaystyle \theta } em ordem ao tempo {\displaystyle \omega } positiva corresponde a rotação no sentido em que {\displaystyle \theta } aumenta e {\displaystyle \omega } negativa implica rotação no sentido oposto. 
Assim sendo, a expressão para a velocidade é:
{\displaystyle {\vec {v}}=R\,\omega \,{\vec {e}}_{\theta }}
A componente tangencial da aceleração {\displaystyle {\vec {a}}} é na direção do {\displaystyle {\vec {e}}_{\theta }} e a direção da componente normal é a direção do versor {\displaystyle {\vec {e}}_{R}}, mas no sentido oposto; assim sendo conclui-se que:
{\displaystyle {\vec {a}}=R\,\alpha \,{\vec {e}}_{\theta }-R\,\omega ^{2}\,{\vec {e}}_{R}}

## Produto vetorial de movimentos curvilíneos

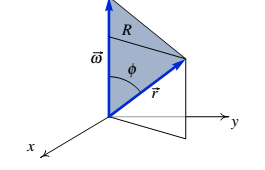
Vetores velocidade angular e posição.

É conveniente definir a velocidade angular em forma vetorial, {\displaystyle {\vec {\omega }}} , representada na figura ao lado. 
O vetor {\displaystyle {\vec {\omega }}} tem módulo igual ao valor da velocidade angular, {\displaystyle \omega }, direção paralela ao eixo de rotação e sentido segundo a regra da mão direita para a rotação, ou seja, se imaginarmos um sistema de eixos cartesianos em que o eixo dos {\displaystyle z} aponta na direção e sentido de  {\displaystyle {\vec {\omega }}}, a rotação do corpo rígido será de forma a rodar o eixo dos {\displaystyle x} aproximando-se do eixo dos {\displaystyle y}.
A vantagem de usar um vetor para representar a velocidade angular é que o vetor {\displaystyle {\vec {\omega }}} define no espaço o plano do movimento circular, o seu sentido e a velocidade angular. 
A equação da velocidade de um corpo rígido ...
{\displaystyle {\vec {a}}=R\,\alpha \,{\vec {e}}_{\theta }-R\,\omega ^{2}\,{\vec {e}}_{R}}
pode ser escrita de forma vetorial, independente do sistema de coordenadas utilizado, através do produto vetorial:
{\displaystyle {\vec {v}}={\vec {\omega }}\times {\vec {r}}}
Por definição, o produto entre dois vetores é outro vetor, com módulo igual ao produto dos módulos dos vetores pelo seno do ângulo entre eles. No caso do produto vetorial 
{\displaystyle {\vec {\omega }}\times {\vec {r}}} , o módulo é {\displaystyle \omega \,r\,\sin \phi }. 
A figura ao lado mostra o ângulo {\displaystyle \phi } entre os vetores. 
O produto {\displaystyle r\,\sin \phi } é igual a {\displaystyle R} , já que é o segmento de reta com comprimento {\displaystyle R} na figura ao lado é perpendicular a {\displaystyle {\vec {\omega }}}. 
Assim sendo, o módulo de {\displaystyle {\vec {\omega }}\times {\vec {r}}} é igual a {\displaystyle R\,\omega } , que é igual ao módulo de {\displaystyle {\vec {v}}}.
O sentido do vetor obtido pelo produto vetorial de dois vetores é definido por uma reta perpendicular ao plano formado pelos dois vetores. 
Na figura acima vê-se que no caso de {\displaystyle {\vec {\omega }}} e {\displaystyle {\vec {r}}} esse plano é perpendicular ao plano {\displaystyle xy}, de modo que a direção de {\displaystyle {\vec {\omega }}\times {\vec {r}}} será uma reta paralela ao plano {\displaystyle xy} e perpendicular ao segmento de comprimento {\displaystyle R}. 
O sentido do vetor obtido pelo produto vetorial define-se usando a regra da mão direita, desde o primeiro vetor até o segundo; no caso do produto {\displaystyle {\vec {\omega }}\times {\vec {r}}}, a regra da mão direita implica que, estendendo os dedos polegar, indicador e médio da mão direita de forma a que fiquem perpendiculares entre si, se o indicador apontar no sentido de {\displaystyle \omega } e o médio no sentido de {\displaystyle {\vec {r}}}o polegar apontará no sentido do produto {\displaystyle {\vec {\omega }}\times {\vec {r}}}, obtendo-se assim a direção e sentido do versor {\displaystyle {\vec {e}}_{\theta }} no plano dos dois vetores.
O produto vetorial não é comutativo; ({\displaystyle {\vec {a}}\times {\vec {b}}}) e ({\displaystyle {\vec {b}}\times {\vec {a}}}) são vetores com o mesmo módulo e direção, mas com sentidos opostos. Sendo o ângulo de um vetor consigo próprio zero, o produto {\displaystyle {\vec {a}}\times {\vec {a}}} é nulo. 
Em particular, 
{\displaystyle {\vec {e}}_{x}\times {\vec {e}}_{x}={\vec {e}}_{y}\times {\vec {e}}_{y}={\vec {e}}_{z}\times {\vec {e}}_{z}=0}. 
O produto de dois versores perpendiculares é outro versor perpendicular a eles e, é fácil conferir que ...
({\displaystyle {\vec {e}}_{x}\times {\vec {e}}_{y}={\vec {e}}_{z}}), ({\displaystyle {\vec {e}}_{y}\times {\vec {e}}_{z}={\vec {e}}_{x}}) e ({\displaystyle {\vec {e}}_{z}\times {\vec {e}}_{x}={\vec {e}}_{y}}). 
Usando estas propriedades e a propriedade distributiva, o produto {\displaystyle {\vec {a}}\times {\vec {b}}}, em função das componentes cartesianas dos vetores, é igual a
{\displaystyle {\begin{aligned}{\vec {a}}\times {\vec {b}}=(a_{x}\,{\vec {e}}_{x}+a_{y}\,{\vec {e}}_{y}+a_{z}\,{\vec {e}}_{z})\times (b_{x}\,{\vec {e}}_{x}+b_{y}\,{\vec {e}}_{y}+b_{z}\,{\vec {e}}_{z})\\=(a_{y}\,b_{z}-a_{z}\,b_{y})\,{\vec {e}}_{x}+(a_{z}\,b_{x}-a_{x}\,b_{z})\,{\vec {e}}_{y}+(a_{x}\,b_{y}-a_{y}\,b_{x})\,{\vec {e}}_{z}\end{aligned}}}
resultado esse que pode ser escrito de forma mais compacta através de um determinante:
{\displaystyle {\vec {a}}\times {\vec {b}}=\left|{\begin{array}{ccc}{\vec {e}}_{x}&{\vec {e}}_{y}&{\vec {e}}_{z}\\a_{x}&a_{y}&a_{z}\\b_{x}&b_{y}&b_{z}\end{array}}\right|}
Observe-se que na figura anterior o triângulo sombrejado tem base igual a {\displaystyle \omega } e altura igual a {\displaystyle R}; assim sendo, a sua área é igual a metade do módulo do produto vetorial da velocidade angular pelo vetor posição: 
{\displaystyle |{\vec {\omega }}\times {\vec {r}}|/2=R\,\omega /2}. 
Em geral:

A área do triângulo formado por dois vetores com origem comum é igual a metade do módulo do produto vetorial dos vetores.
As componentes da aceleração dum ponto do corpo rígido, em relação ao referencial que se desloca com o corpo rígido, dadas pela equação da velocidade de um corpo rígido ... , podem ser escritas também usando produtos vetoriais:
{\displaystyle {\vec {a}}={\vec {\alpha }}\times {\vec {r}}+{\vec {\omega }}\times \left({\vec {\omega }}\times {\vec {r}}\right)}
em que {\displaystyle {\vec {\alpha }}} é a aceleração angular, definida em forma vetorial, igual à derivada do vetor velocidade angular. 
Lembre-se que este resultado é válido unicamente se os eixos do referencial em movimento permanecem sempre nas mesmas direções; o cálculo da derivada de {\displaystyle {\vec {\omega }}} deverá ser feito nesse sistema de eixos. 

## Movimentos de translação e de rotação dependentes
Numa roda em movimento sobre uma superfície, sem derrapar, o ângulo de rotação e o deslocamento da roda estão relacionados. Na figura abaixo, uma roda de raio {\displaystyle R} desloca-se para a direita, sobre uma superfície, sem derrapar.

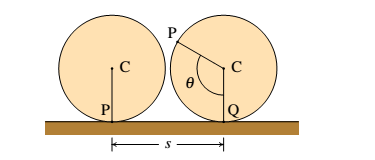
Roda que se desloca sem derrapar.

Num instante inicial um ponto P da roda está em contacto com a superfície; após alguns instantes, a roda rodou um ângulo {\displaystyle \theta } e o centro da roda percorreu uma distância {\displaystyle s}. 
O arco de circunferência {\displaystyle R\,\theta } deverá ser igual à distância percorrida {\displaystyle s} , já que todos os pontos nesse arco estiveram em contacto com pontos da superfície.
{\displaystyle s=R\,\theta }
derivando os dois lados da equação, obtém-se a relação entre a velocidade do centro C e a velocidade angular,
{\displaystyle v=R\,\omega }
e derivando novamente, observa-se que a aceleração de C segundo a trajetória é igual ao produto do raio pela aceleração angular:
{\displaystyle a_{\mathrm {t} }=R\,\alpha }